# Saint Johns (fleuve)
Pour les articles homonymes, voir Saint John.
 (avril 2012).
Pour les articles homonymes, voir Saint John et Saint John's (homonymie).
Ne doit pas être confondu avec Fleuve Saint-Jean.
Le fleuve Saint Johns (en anglais : St. Johns River, depuis l'espagnol : San Juan del Puerto) est le plus long cours d'eau de l'État américain de la Floride. Utilisé essentiellement pour le transport de marchandises et les loisirs, il s'étend sur une longueur de 500 kilomètres en serpentant à travers ou à la frontière de douze comtés. La dénivellation de sa source à son embouchure est d'environ 9,1 mètres comme la plupart des cours d'eau en Floride, ce qui fait que le Saint Johns a un débit très lent d'environ 0,5 kilomètre par heure, décrit comme « paresseux ». Le fleuve compte parmi les rares cours d'eau aux États-Unis à avoir un lit se dirigeant vers le nord. De nombreux lacs sont formés par le fleuve ou s'y déversent et la largeur maximale de son lit est de 4,8 kilomètres, couvrant plusieurs kilomètres entre Palatka et Jacksonville, cette dernière ville étant la plus grande zone urbaine sur le fleuve. Le point le plus étroit du lit se trouve à sa source, un marais non navigable dans le comté d'Indian River. En tout, 3,5 millions de personnes vivent dans le bassin versant du Saint Johns, lequel est dans les faits composés de trois grands bassins et deux zones hydrographiques associées : le lac George et la rivière Oklawaha.
Avec un bassin versant de 22 900 kilomètres carrés, le Saint Johns est l'une des principales zones humides intérieures de la Floride,. Le fleuve est géré par le St. Johns River Water Management District. Comme tous les cours d'eau en Floride, le Saint Johns est principalement alimenté par les précipitations, dont la plupart sont immédiatement injectées dans le fleuve et ses affluents sous la forme d'eaux de ruissellement. Une grande partie de l'eau s'écoulant dans le Saint Johns vient aussi de l'aquifère de Floride, un réservoir naturel souterrain qui sert de source d'eau douce pour les populations vivant au nord de St. Petersburg. Le fleuve lui-même est considéré comme une source d'eau douce potentielle pour les années 2020 à mesure que les populations continuent de croître en dépendant de l'aquifère de Floride.
Une grande variété d'hommes ont vécu sur ou à proximité du Saint Johns, y compris les peuples de la période archaïque des Amériques, les Timucua, les Mocama, les colons français et espagnols, les Séminoles, des esclaves et des hommes affranchis, les colons anglo-américains (Florida crackers) et plus récemment les promoteurs immobiliers, les touristes et les retraités. Le fleuve a fait l'objet des journaux du naturaliste William Bartram, de livres de l'écrivain Marjorie Kinnan Rawlings et de lettres de l'écrivain Harriet Beecher Stowe. Bien que la Floride était l'emplacement de la première colonie permanente européenne dans ce qui allait devenir les États-Unis, il fut le dernier territoire des États-Unis sur la côte Est à être développé et il est resté un territoire peu développé à coloniser au XXe siècle. Lorsque l'attention s'est tournée vers l'État de Floride, cependant, une grande partie de la terre a été rapidement développée, voire surdéveloppée dans un zèle national pour le progrès. Le Saint Johns, comme de nombreux cours d'eau de Floride, a été modifié pour faire place à des cultures agricoles et des zones résidentielles. Il a subi une grave pollution et l'influence des hommes, ce qui a provoqué des modifications de l'ordre naturel dans et autour de la rivière. Il fut inscrit, en 1997, dans la liste des American Heritage Rivers et, en 2008, classé 6e, par une organisation de protection de l'environnement, dans la liste des cours d'eau américains les plus en danger. Des efforts de restauration sont en cours pour les bassins versants autour du Saint Johns bien que la Floride continue à faire face à une augmentation de sa population à proximité du fleuve.

## Géographie et écologie

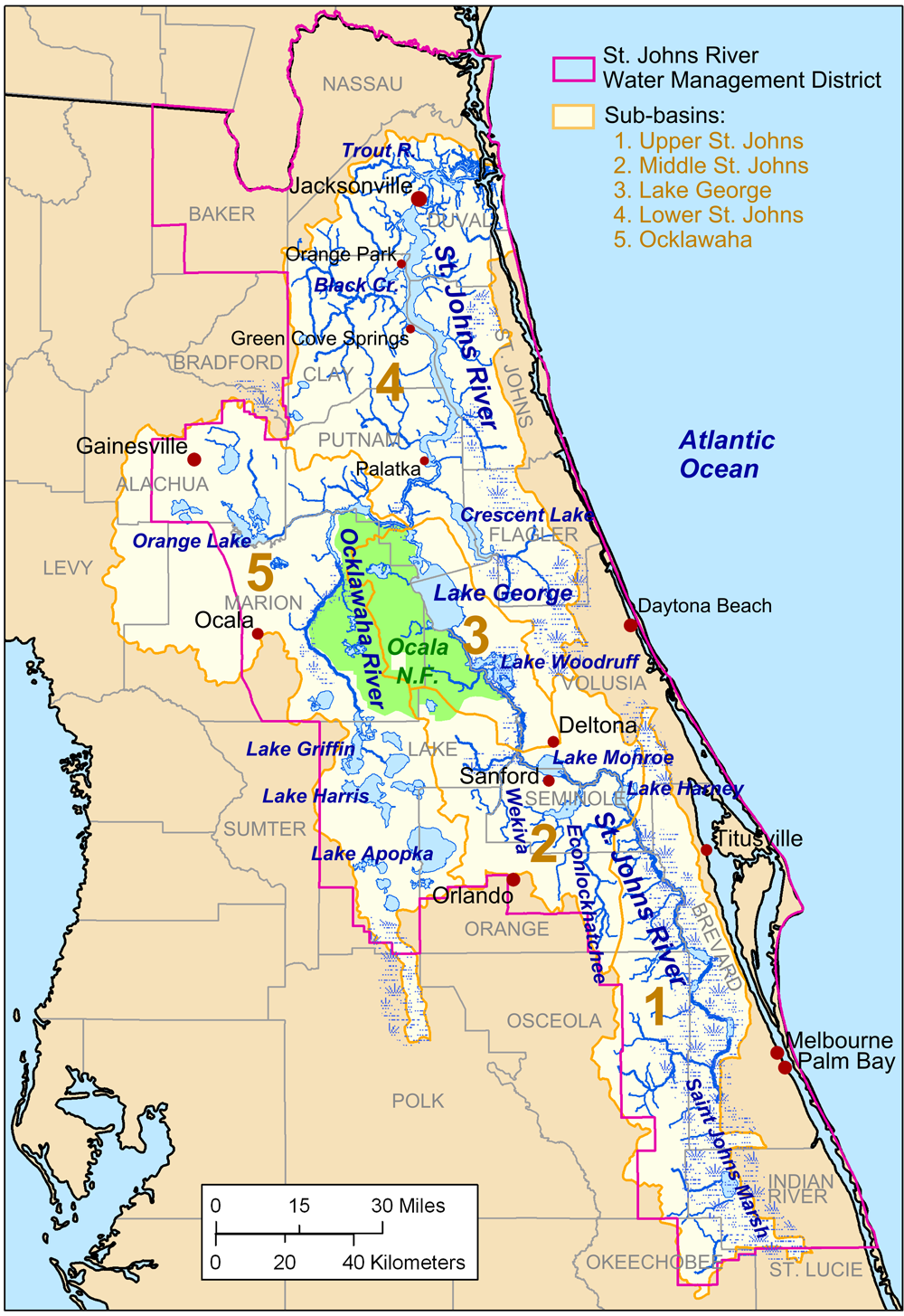
Le Saint Johns et son bassin versant selon le St. Johns River Water Management District :
1. bassin supérieur,
2. bassin moyen,
3. lac George,
4. bassin inférieur,
5. rivière Ocklawaha.

Ayant sa source dans le comté d'Indian River et se jetant dans l'océan Atlantique dans le comté de Duval, le Saint Johns est de la principale voie fluviale commerciale et récréative de Floride. Il coule vers le nord à partir de sa source de la direction du lac Wales Ridge qui est situé à une altitude légèrement plus élevée que 9,1 mètres. En raison de cette fiable altitude, le cours d'eau a peu de courant. Il monte et descend avec les marées qui passent à travers les îles. Exceptionnellement, il partage la même zone que la rivière parallèle Kissimmee, bien que cette dernière coule vers le sud.

### Bassin supérieur
Le Saint Johns est séparé en trois bassins et deux zones hydrographiques associées, tous gérés par le St. Johns River Water Management District (en). Parce que le fleuve coule en direction nord, le bassin supérieur est situé dans les eaux d'amont à sa pointe la plus méridionale. Il est réputé pour aller vers le nord à la différence d'autres cours d'eau majeurs des États-Unis et du Canada,, mais dans les faits, la plupart des fleuves dans une partie des États-Unis et au Canada sont dans ce cas. Le comté d'Indian River est l'endroit où le fleuve commence. À l'origine, il s'agit plus d'un réseau de marais, à St. Johns Marsh (Marsh signifiant « marais ») dans l'ouest de Vero Beach, dans le centre de la Floride. Le Saint Johns est alors principalement alimenté par les marécages et les marais. Le bassin supérieur mesure environ 5,200 kilomètres carrés. Le fleuve se transforme en une voie navigable dans le comté suivant, au nord, le comté de Brevard. Le cours d'eau passe à proximité des comtés d'Osceola et d'Orange, puis traverse le sud-est du comté de Seminole et entre dans le bassin moyen au nord de Titusville. La longueur du fleuve à travers le bassin supérieur est d'environ 121 kilomètres.
Le fleuve est le moins large et le plus imprévisible dans ce bassin. Le courant n'y est pas apparent. Le moyen le plus efficace de se déplacer sur cette partie de cours d'eau est l'hydroglisseur. Environ 3 500 lacs se situent dans le bassin versant de l'ensemble Saint Johns et ils sont tous peu profond avec des profondeurs maximales entre 0,91 et 3 mètres,. Le fleuve se jette dans un grand nombre d'entre eux ce qui rend complexe le lit du fleuve et sa navigation. Huit grands lacs et cinq plus petits se trouvent dans le bassin supérieur. L'un des premiers est nommé lac Hell 'n Blazes (en) (« enfer et embrasement ») en référence aux bateliers et aux pêcheurs du début de la XIXe siècle qui étaient frustrés lorsqu'ils essayaient de naviguer à travers les îles flottantes de macrophytes, de tourbe ou d'herbes, lesquelles se déplaçaient avec le faible courant. Les lacs Washington, Winder (en) et Poinsett — nommé d'après Joel Roberts Poinsett, un diplomate qui a apporté l’Euphorbia pulcherrima (anciennement Poinsettia) aux États-Unis — sont également situés plus loin le long de ce tronçon du fleuve. Les points les plus septentrionales de la partie supérieure du bassin contiennent la Tosohatchee Wildlife Management Area (en) créée en 1977 pour aider à la filtration des eaux qui se jettent dans le Saint Johns.

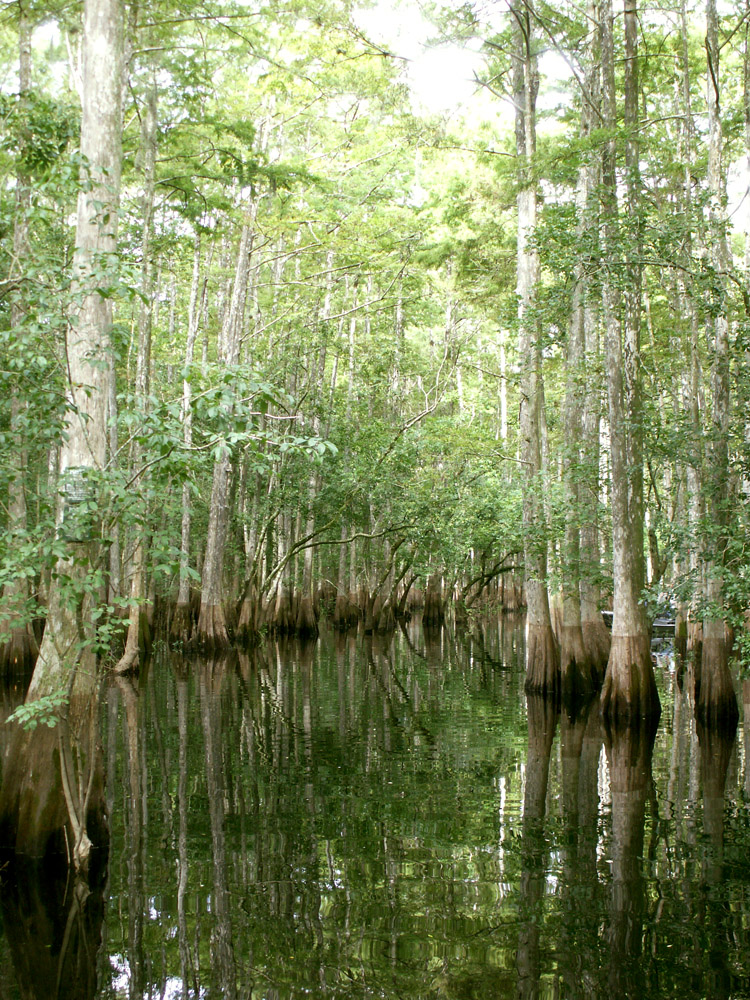
Végétation dans la Tosohatchee Wildlife Management Area sur le Saint Johns. Les traces sur les arbres montrent que le niveau de l'eau fluctue.

Les zones humides dans le bassin supérieur et moyen sont alimentées par l'eau de pluie, piégée par les terres environnantes. Environnement pauvre en nutriments, la végétation y pousse habituellement dans la tourbe qui est créé par la matière végétale en décomposition. Le niveau de l'eau fluctue avec les saisons subtropicales humides et sèches. Des précipitations sont possibles dans le centre et nord de la Floride en été et hiver mais se produisent rarement plus au sud en hiver. Toutes les plantes qui vivent dans ces bassins tolèrent ces fluctuations de niveau d'eau, y compris dans le cadre d'inondations et de sécheresse. Magnolia virginiana, Taxodium et Nyssa biflora sont courants dans cette région, sur des terres appelées hammocks. Les troncs des arbres qui ont leurs racines dans l'eau sur de longues périodes sont généralement enchevêtrés dans des formes étranges pour obtenir l'oxygène sous l'eau, mais la majorité de la vie végétale est aquatique. Cette dernière inclus le nénuphar Nymphaea odorata, des plantes carnivores et l’iris Iris virginica (en). Dans les points les plus méridionaux du fleuve, du Cladium pousse dans de vastes zones de prairies humides qui étaient à une époque courant dans les Everglades. Cette flore filtre remarquablement bien les polluants qui pourraient se retrouver dans le cours d'eau.

### Bassin moyen
Sur 60 kilomètres, le fleuve passe à travers un bassin de 3 100 kilomètres carrés principalement alimenté par des sources et le ruissellement des eaux pluviales. Ce bassin, couvrant une partie des comtés d'Orange, de Lake, de Volusia et de Seminole, est le foyer de la grande région métropolitaine d'Orlando où deux millions de personnes résident et où de nombreuses attractions touristiques sont situées. La topographie du bassin moyen varie entre des rives clairement distinguables le long du lit du fleuve et de vastes lacs peu profonds. Deux des plus grands lacs de ce bassin sont créés par le cours d'eau : le lac Harney (en) et le lac Monroe (en). Peu profond, le lac Harney, d'une superficie de 23 kilomètres carrés, est alimenté par le long et étroit lac Puzzle (en), immédiatement au nord de la rivière Econlockhatchee, laquelle rejoint le Saint Johns et y augmente son volume d'eau ce qui permet une meilleure navigation des bateaux. Le fleuve vire à l'ouest, touchant le lac Jesup (en) avant de se jeter dans le lac Monroe, en passant de la ville de Sanford. Le lac Monroe est un grand lac de 39 kilomètres carrés avec une profondeur moyenne de 2,4 mètres, drainant un bassin de 6 300 kilomètres carrés. Sanford s'est adapté au lac en construisant une partie de son centre-ville sur le front du lac, ce qui fait qu'une partie des transports publics dans la ville peuvent se faire par bateau.
S'élargissant vers un lit de 2,4 mètres de profondeur et large d'environ 91 mètres après avoir quitté le lac Monroe, le Saint Johns rencontre son affluent le plus important dans le bassin moyen, la rivière Wekiva, qui décharge environ 160 000 000 de litrespar jour dans le Saint Johns. Près de cette confluence se trouvent les villes de DeBary et Deltona. Les forêts qui entourent la rivière Wekiva abritent la plus grande population d'ours noir de Floride (Ursus americanus floridanus) de l'État et plusieurs groupes de macaques rhésus (Macaca mulatta) qui se sont adaptés à vivre près du fleuve. L'introduction des singes en Floride est mal connue. Ils auraient été amenés dans l'État, soit pour servir dans les scènes de films de Tarzan filmées autour du parc d'État de Silver River dans les années 1930 ou pour prêter un air d'authenticité aux croisières touristiques thématisées « jungle » réalisées par une entreprise de transport fluvial à la même époque,,.

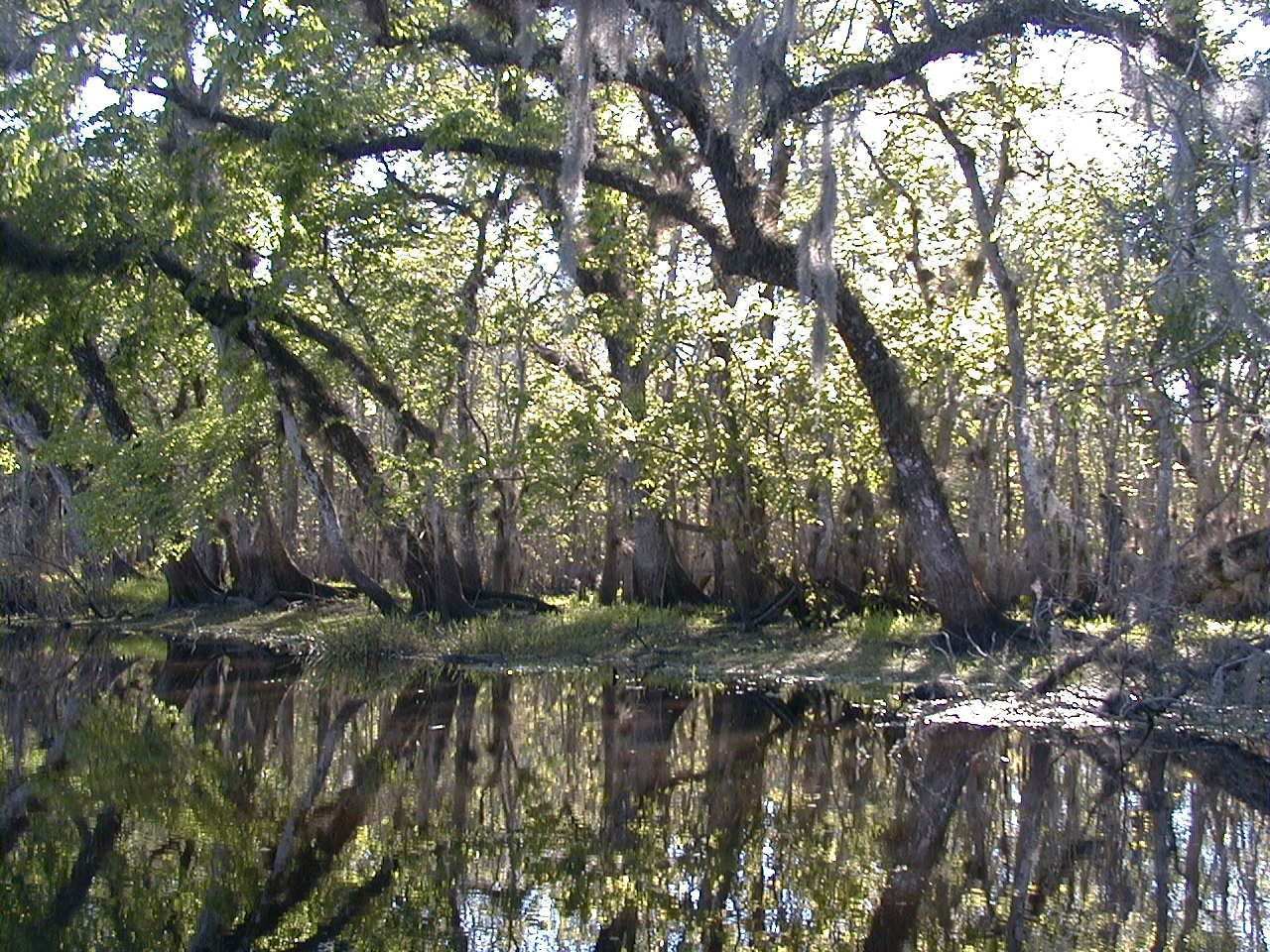
Le Saint Johns, près du parc d'État de Blue Spring montrant des rives plus distinctes et des arbres au lieu de marais.

Pour les marais, les animaux invertébrés sont d'une importance vitale puisqu'ils sont le fondement de la chaîne alimentaire. Les invertébrés amphibies tels que les escargots (Pomacea paludosa (en)), les écrevisses, les crevettes (Palaemonetes) consomment les plantes, améliorant leur décomposition et produisant une source de nourriture pour les poissons et les oiseaux. Les insectes utilisent l'eau pour la reproduction, s'alimentant de petits copépodes et d'amphipodes qui vivent dans les algues microscopiques et de formations de périphyton. Les moustiques naissent dans l'eau et sont à leur tour l'aliment préféré de 112 espèces de libellules et 44 espèces de demoiselles présentes en Floride. Ces animaux s'adaptent aux conditions sèches lorsque les niveaux d'eau fluctuent d'une saison à l'autre.
Parmi les vertébrés, de nombreuses espèces de grenouilles, de salamandres, de serpents, de tortues et d'alligators comme l'alligator d'Amérique (Alligator mississippiensis) prolifèrent dans les eaux des marais. La plupart de ces animaux sont actifs la nuit. Les chorales de grenouilles sont particulièrement perceptibles et pendant la saison des amours, les grognements des alligators s'y joignent. Les marais autour du bassin supérieur du Saint Johns regorgent d'oiseaux. Une étude récente comptait 60 000 oiseaux sur un mois nidifiant ou se nourrissant dans le bassin supérieur. Les échassiers comme l'ibis blanc (Eudocimus albus), le tantale d'Amérique (Mycteria americana) et la talève violacée (Porphyrio martinica) dépendent de la l'eau pour élever leurs petits et s'attaquent aux petits poissons et aux têtards en eau peu profonde. Dans les bonnes saisons, leurs colonies peuvent atteindre des milliers d'individus, créant une cacophonie sonore et du fertilisant pour les arbres avec leurs déjections.

Oiseaux présents dans le bassin moyen et supérieur du Saint Johns
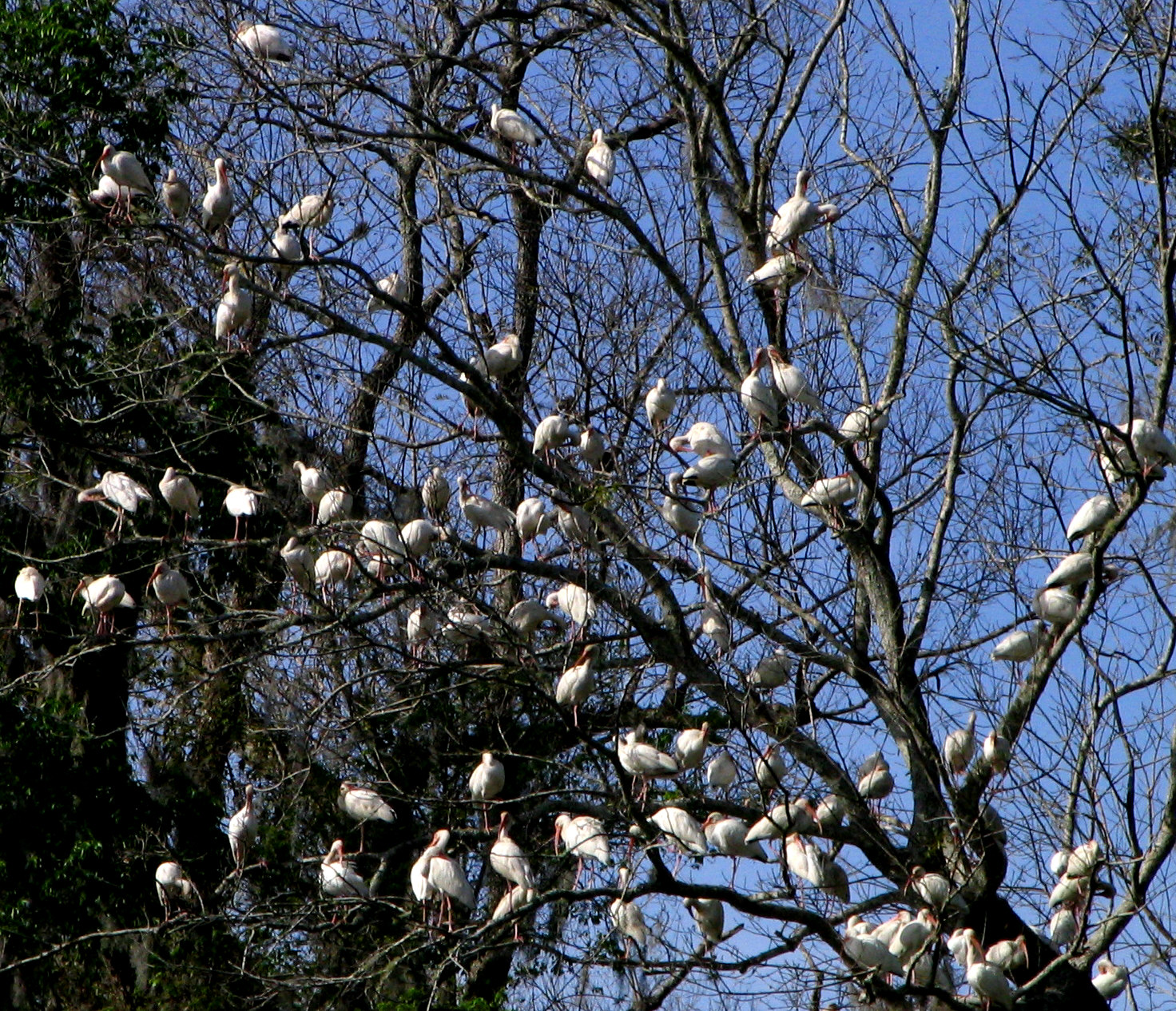
Ibis blanc (Eudocimus albus)
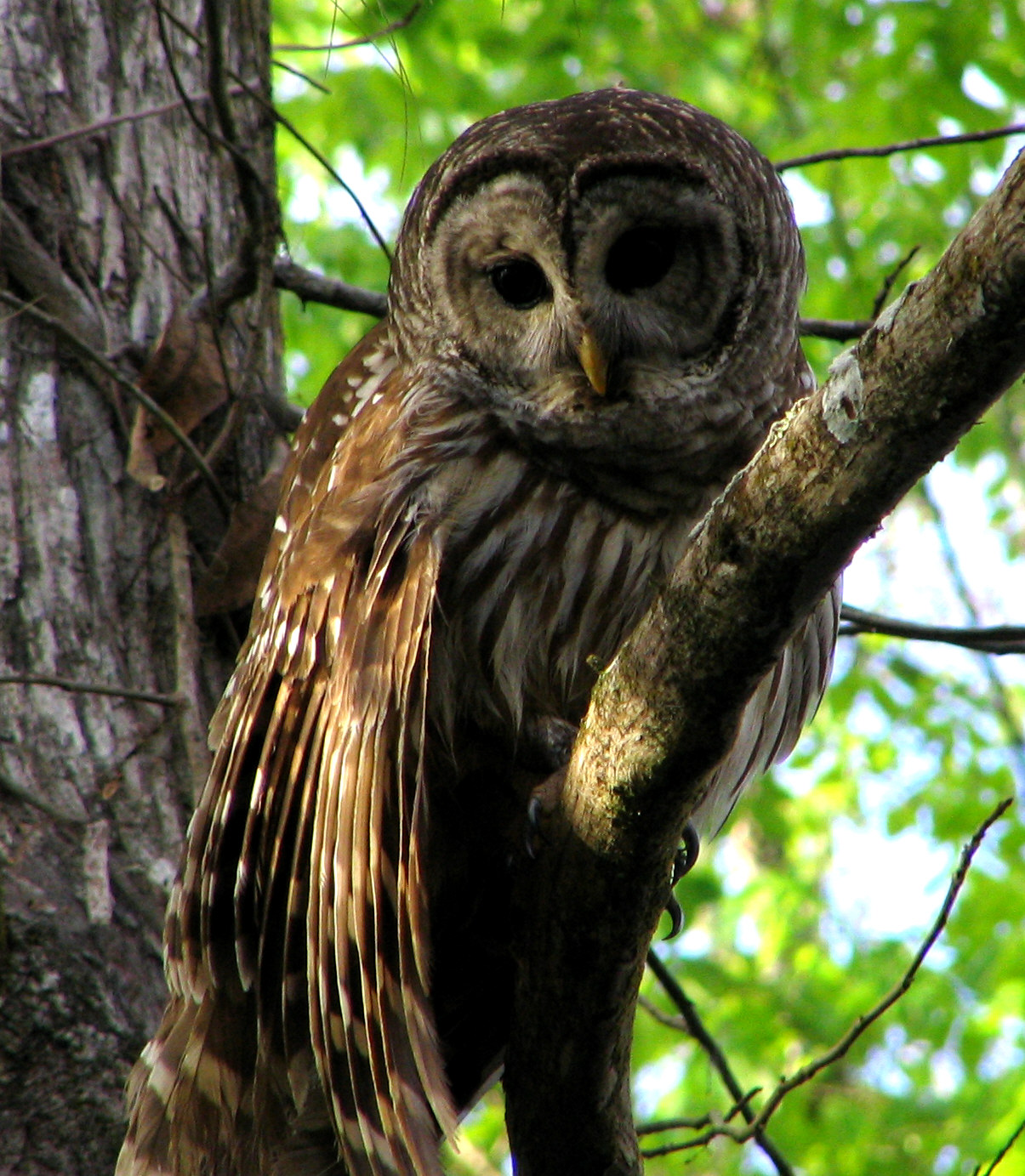
Chouette rayée (Strix varia)
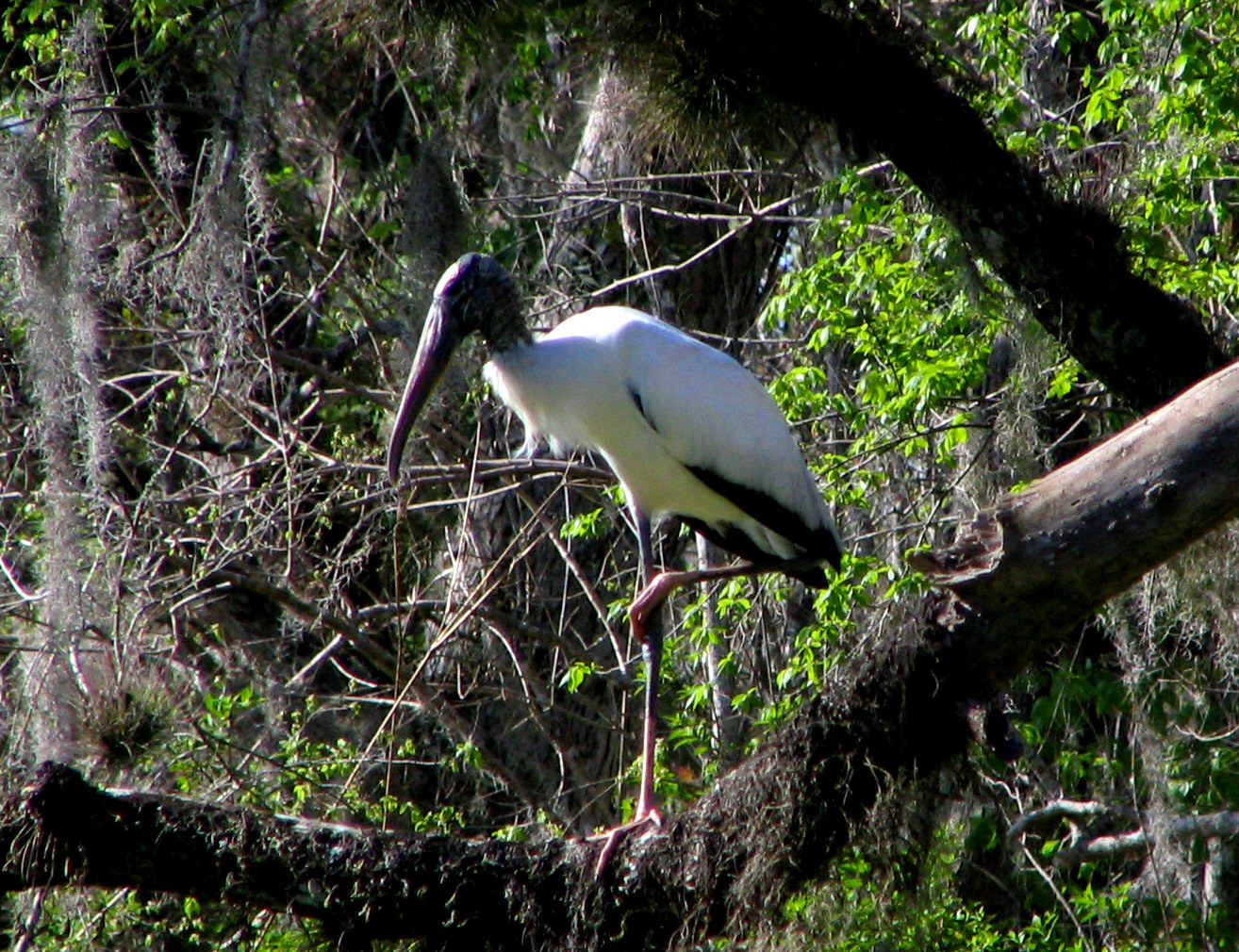
Tantale d'Amérique (Mycteria americana)
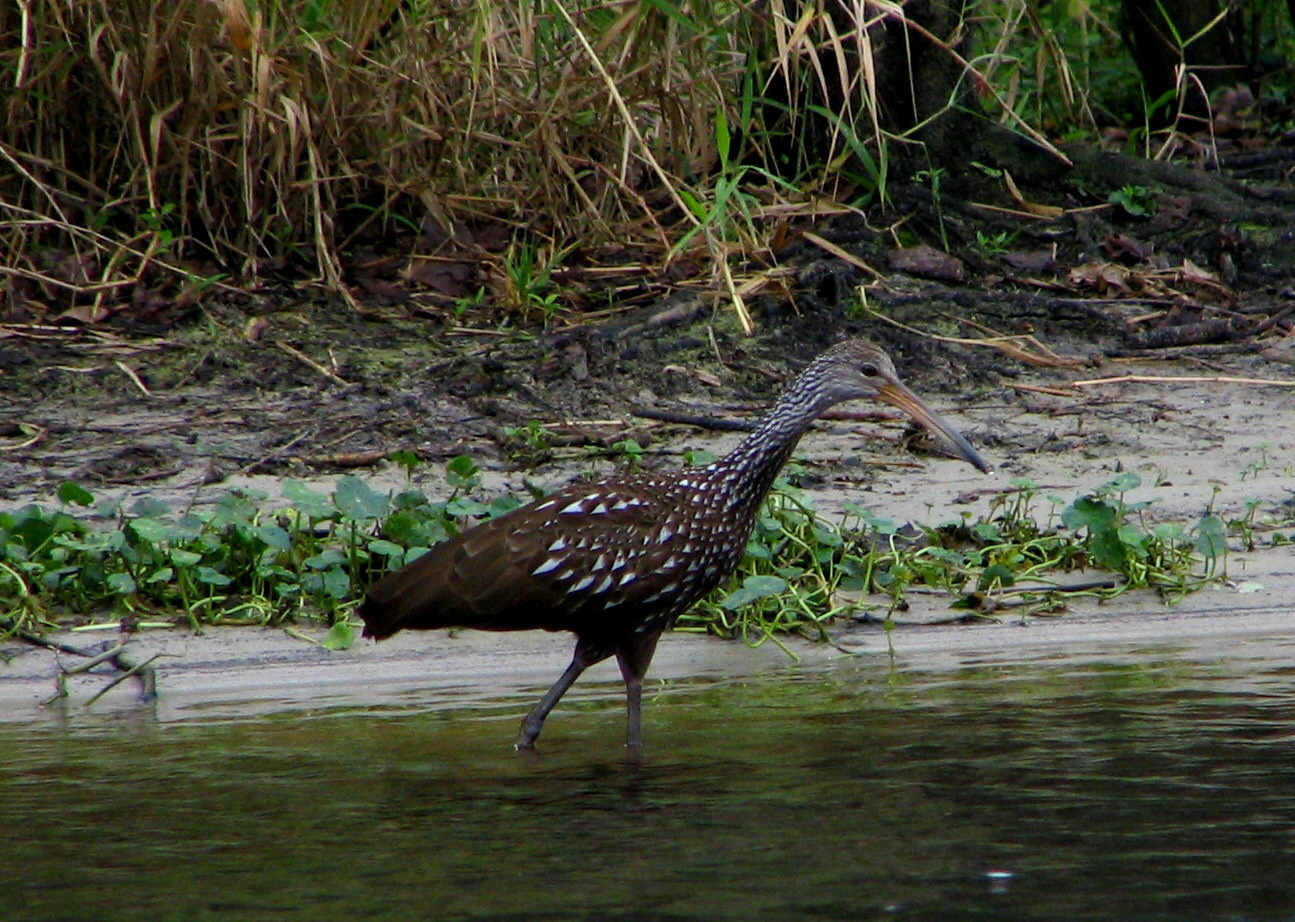
Courlan brun (Aramus guarauna)
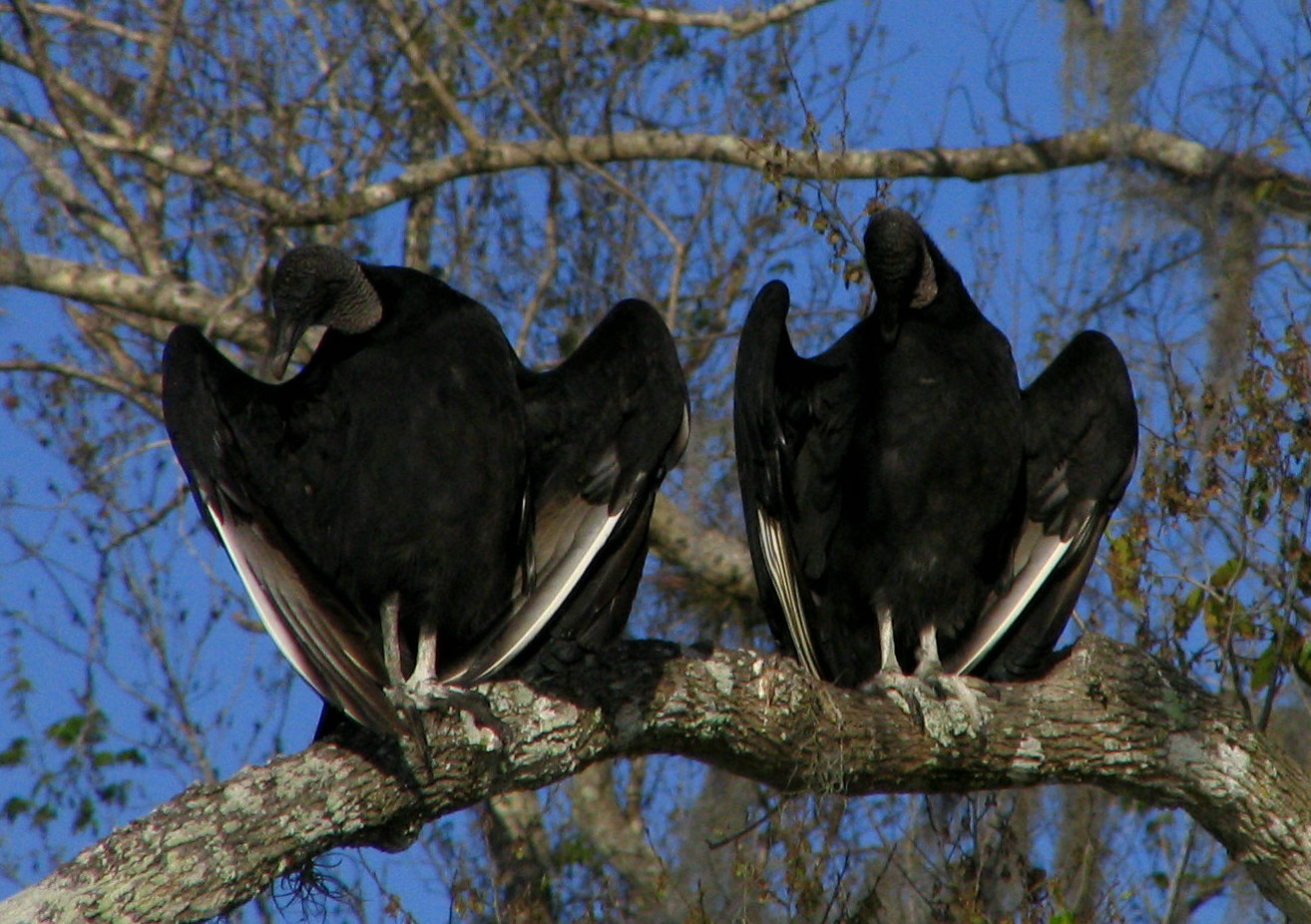
Urubu noir (Coragyps atratus)
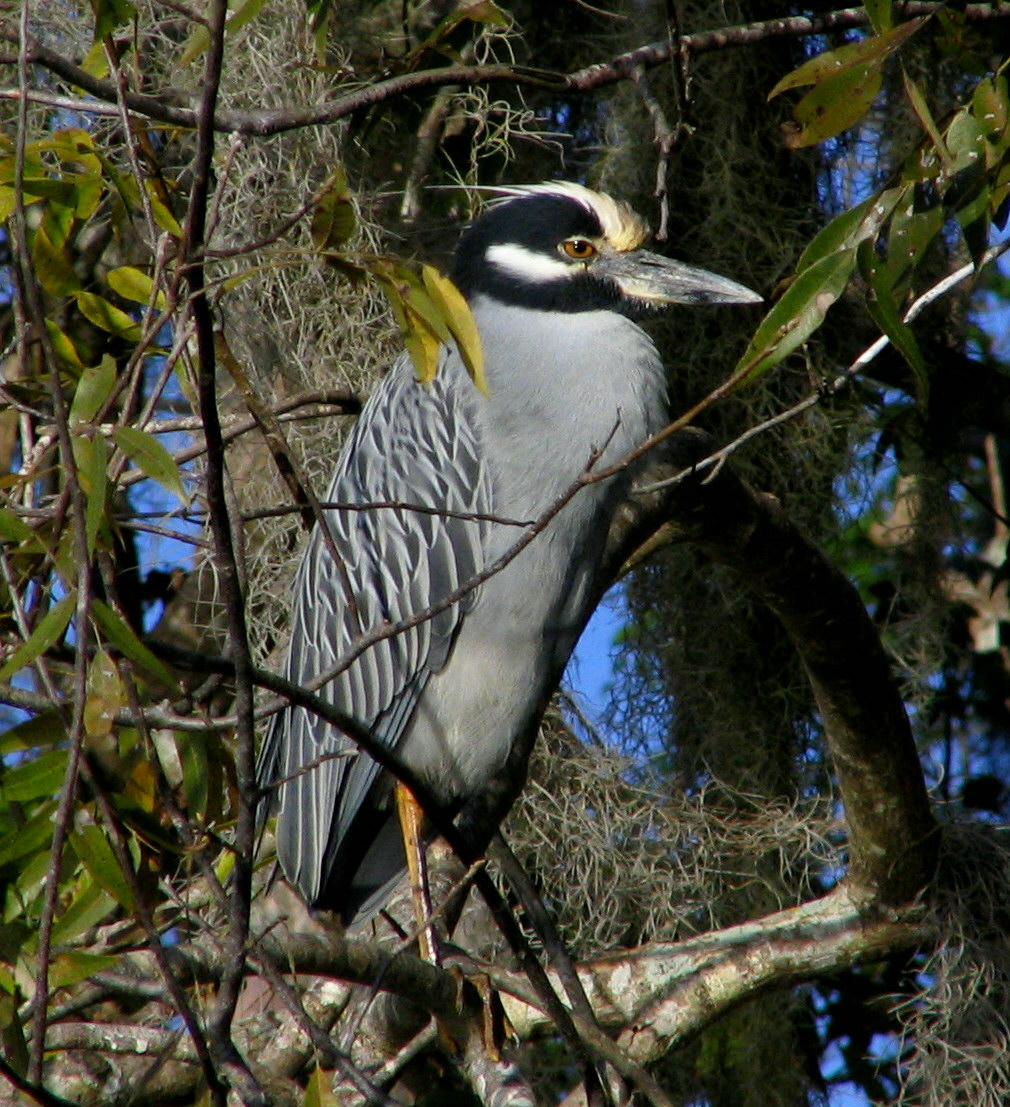
Bihoreau violacé (Nyctanassa violacea)
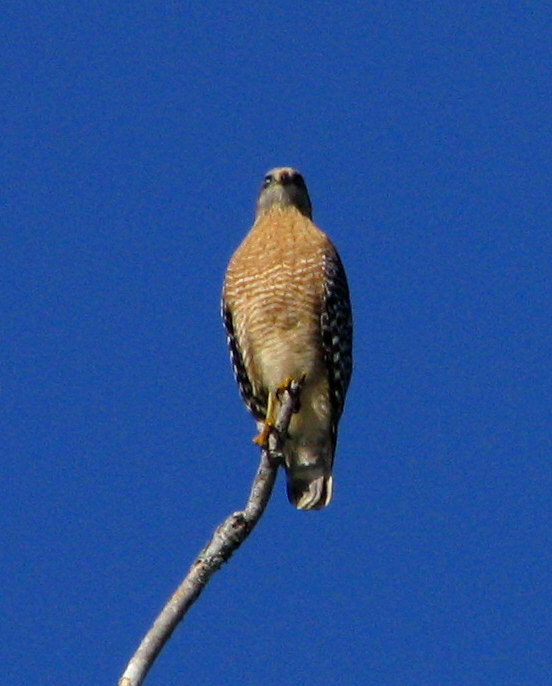
Buse à épaulettes (Buteo lineatus)
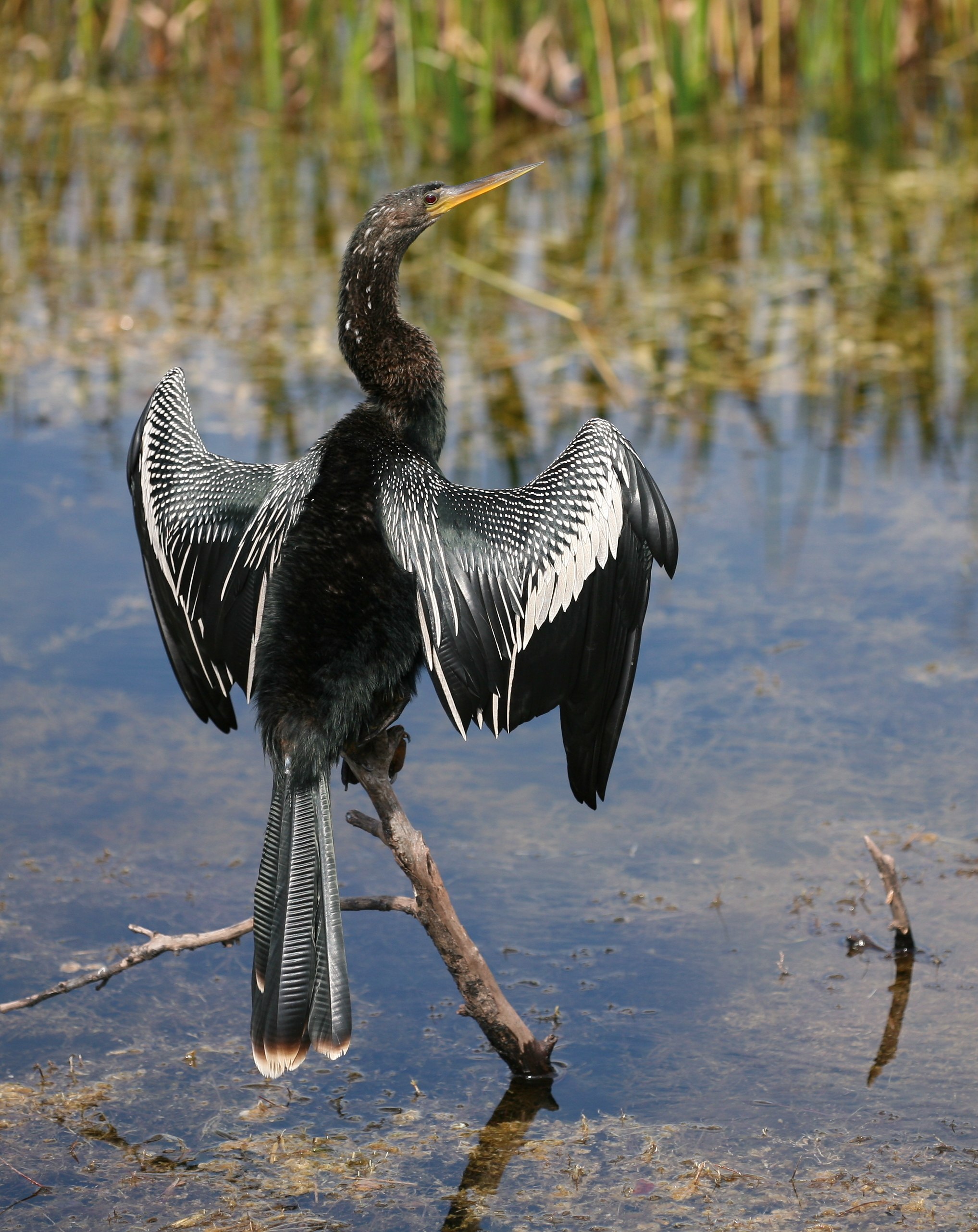
Anhinga d'Amérique (Anhinga anhinga)

### Lac George

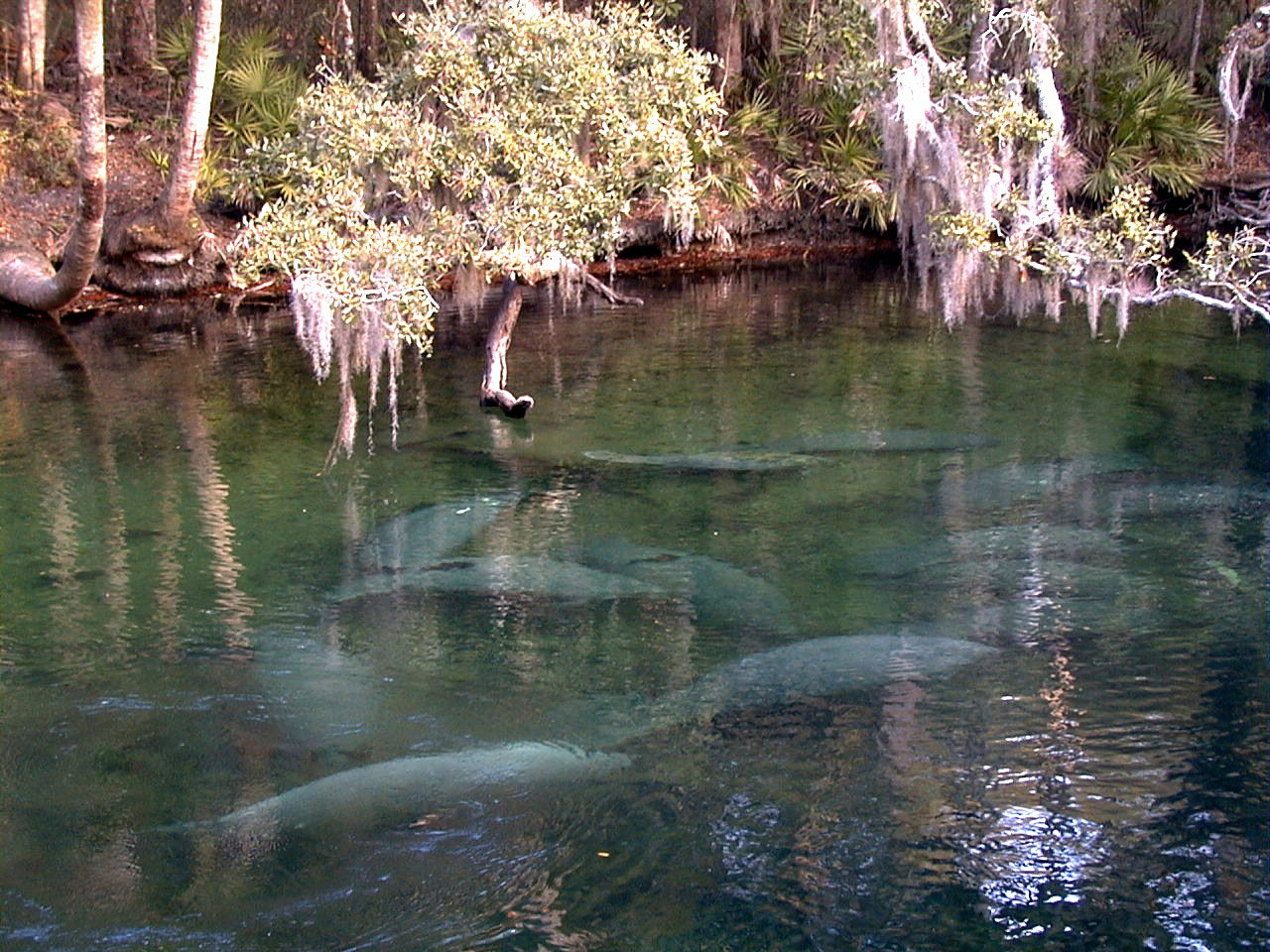
Des lamantins passent des mois d'hiver dans le parc d'État de Blue Spring où ils sont protégés.

Le lit du fleuve tourne vers le nord à nouveau alors qu'il passe à travers un bassin de 190 kilomètres carrés à travers les comtés de Putnam, de Lake, de Marion et la partie occidentale du comté de Volusia. Légèrement au nord de la Wekiva se trouve Blue Spring, la plus grande source du Saint Johns avec plus de 240 000 000 litres par jour. Les sources de Floride restent à une température de 22 °C tout au long de l'année. Pour cette raison, Blue Spring est occupé l'hiver par de lamantins des Caraïbess (Trichechus manatus) qui sont protégés dans le parc d'État de Blue Spring (en). Les lamantins sont de grands mammifères herbivores dont la principale menace est le développement humain et les collisions avec les embarcations humaines rapides. De nombreuses parties du Saint Johns et de ses affluents sont des zones « interdites au sillages » pour protéger les lamantins d'être blessés par les hélices des bateaux. L'interaction humaine avec les lamantins dans le parc d'État de Blue Spring est également interdite.
Bordant le nord du parc d'État de Blue Spring, le parc d'État de Hontoon Island (en) est accessible uniquement par bateau. En 1955, un totem timucua extrêmement rare représentant un animal de l'ordre des Strigiformes a été retrouvé enterré et préservée dans la boue du Saint Johns près de l'île Hontoon. La représentation peut signifier que ses créateurs ont fait partie du clan de la « chouette ». Représentant les différents clans Timucua, les deux autres totems de ce peuple amérindien, trouvés en 1978 après avoir été accroché par une barge à fond du fleuve, sont les seuls en Amérique du Nord à avoir été trouvé en dehors de la région Nord-Ouest Pacifique à avoir une forme de pélican et de loutre. La loutre de rivière (Lutra canadensis) peut être trouvée sur le Saint Johns et ses affluents, vivant dans des terriers ou dans les racines des arbres qui bordent les cours d'eau. Ils mangent des écrevisses, des tortues et de petits poissons et sont actifs surtout la nuit en restant timide au contact humain,.

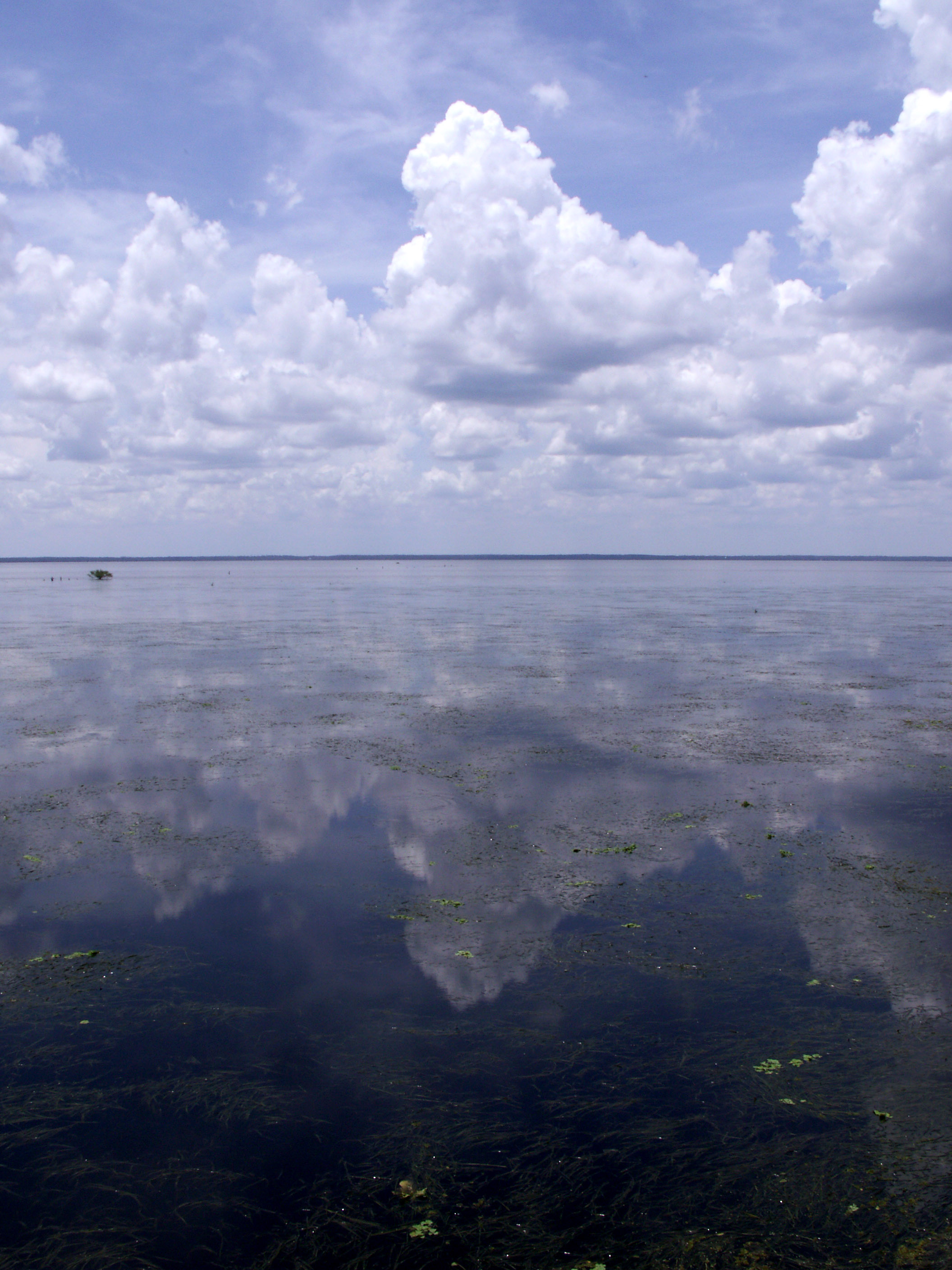
Le lac George est le deuxième plus grand lac de Floride et le plus vaste du Saint Johns.

Le Saint Johns entre dans la pointe sud du lac George, le deuxième plus grand lac de Floride avec près de 190 kilomètres2 de superficie, 9,7 kilomètres de large et 12 kilomètres de long. Le bassin hydrographique du lac George s'étend sur 9 300 kilomètres2 dont la forêt nationale d'Ocala et la forêt d'État du lac George (en) lesquelles ont un écosystème dominé par le pin et respectivement plus de 1 500 kilomètres2 et 85 kilomètres2 de superficie,,. Parmi la flore de ce bassin versant se trouve le pin d'Elliott (Pinus elliottii), le palmier nain (Serenoa repens) et plus de 100 espèces plantes qui poussent près du sol et sur des sols pauvres et sablonneux. Les forêts de pins restent relativement sèche, mais peuvent résister à de courtes périodes d'inondation. Les animaux terrestres de grandes tailles tels le dindon sauvage (Meleagris gallopavo), la grue du Canada (Grus canadensis), la plus grande population de pygargue à tête blanche (Haliaeetus leucocephalus) des États-Unis contigus, vivent dans ces forêts. Les mammifères typiques qui vivent dans ces écosystèmes, comme le raton laveur (Procyon lotor), l'opossum de Virginie (Didelphis virginiana), le lynx roux (Lynx rufus) et le cerf de Virginie (Odocoileus virginianus) sont ceux qui préfèrent les zones sèches et plates avec une bonne couverture herbeuse du sol et sites de nidification disponibles.

### Rivière Ocklawaha
La rivière Ocklawaha se jette dans le Saint Johns et est son plus grand affluent, avec une importance historique significative. Le bassin versant de l'Ocklawaha s'étend à travers les comtés d'Orange, de Lake, de Marion et d'Alachua sur un total de 7 170 kilomètres2. Les villes d'Ocala, de Gainesville et la banlieue nord de la région métropolitaine d'Orlando se trouvent dans ce bassin. Il y a deux sources à l'Ocklawaha : une série de lacs, dont le plus grand est le lac Apopka dans le comté de Lake, et les marais de Green Swamp (en) près de Haines City dans le comté de Polk. La rivière Silver, alimentée par l'une des sources les plus productives de Floride avec 200 000 000 litres par jour, est située à mi-chemin le long des 154 kilomètres de l'Ocklawaha. Comme le Saint Johns, l'Ocklawaha coule vers le nord.
Des bateaux à roues à aubes font le voyage depuis l'embouchure de la rivière à Jacksonville jusqu'à Silver Springs — la source de la rivière Silver — à partir du XXe siècle, popularisant l'Ocklawaha. Le poète américain Sidney Lanier l'a appelé « le plus doux cours d'eau du monde » dans un guide de voyage publié en 1876,. La rivière a donné à l'écrivain américain Marjorie Kinnan Rawlings l'accès au Saint Johns depuis sa ferme d'Orange Lake (en). La région est alors une attraction majeure pour la pêche sportive jusqu'à ce qu'une baisse de la qualité de l'eau se produit dans les années 1940 puis par la suite. En particulier, le lac Apopka a obtenu la désignation du lac le plus pollué de Floride à la suite d'un déversement chimique en 1980 avec le déversement de dichlorodiphényltrichloroéthane (DDT). Il a également connu une prolifération d'algues chronique à cause des engrais et du ruissellement des eaux usées des fermes d'agrumes voisines.
La prolifération de l'achigan à grande bouche (Micropterus salmoides), de marigane noire (Pomoxis nigromaculatus) et du crapet arlequin (Lepomis macrochirus) dans le centre de la Floride est attire de nombreux pêcheurs. Le Saint Johns abrite 183 espèces de poissons, dont 55 apparaissent dans le cours principal du fleuve. Un poisson, le raseux-de-terre gris (Etheostoma olmstedi), se trouve uniquement dans l'Ocklawaha. Certaines espèces marines migrent dans les rivières pour frayer ou trouvent des habitats alimentés par des sources qui sont riches en sel, comme une colonie de raies de l'Atlantique (Dasyatis sabina) qui vit dans le lac Washington, dans le bassin supérieur. Ver océanique ou crabe (de l'espèce Rhithropanopeus harrisii par exemple) sont également trouvés loin en amont, où l'influence des marées sont rares. En revanche, l'anguille d'Amérique (Anguilla rostrata) vit dans le Saint Johns et l'Ocklawaha et se reproduit dans la mer des Sargasses, au milieu de l'océan Atlantique. Après une année à vivre dans l'océan, un grand nombre d'entre elles trouvent leur chemin jusqu'au fleuve pour y vivre, puis, poussé par les phases de la Lune, font le voyage de retour pour frayer et mourir.

### Bassin inférieur
Sur 163 kilomètres, de la confluence avec la rivière Ocklawaha jusqu'à l'océan Atlantique, le Saint Johns se trouve dans le bassin inférieur d'une superficie totale de 6 700 kilomètres2 dans les comtés de Putnam, de Saint Johns, de Clay et de Duval. Douze affluents se jettent dans le fleuve sur cette zone. Le lit du Saint Johns s'élargit considérablement à l'extrémité nord du lac George : entre le lac George et la ville de Palatka, le fleuve varie entre 180 et 800 mètres de largeur et ensuite entre Palatka et Jacksonville, il s'élargit entre 1,6 et 4,8 kilomètres. Cette portion du fleuve est la plus navigable et le transport fluvial est son utilisation humaine principale. Le Corps du génie de l'armée des États-Unis maintient les voies de navigation à au moins 3,7 mètres de profondeur et 30 mètres de largeur. Au nord de Palatka, les canaux sont élargis à 12 mètres de profondeur et entre 120 et 270 mètres de large.
Les villes et villages le long du bassin inférieur sont parmi les plus anciennes de Floride et leurs histoires sont liées au fleuve. Palatka et Green Cove Springs ont été des destinations touristiques populaires dans le passé. Plusieurs petites localités le long du fleuve ont pris naissance autour des débarcadères pour ferries, mais lorsque les lignes ferroviaires et les autoroutes ont été construites près de la côte atlantique, la plupart des villes ont connu une forte récession économique avec la fermeture des débarcadères.
Les 56 kilomètres finaux du cours du fleuve traverse Jacksonville, une importante ville de Floride avec une population de plus d'un million d'habitants. Une grande partie de l'économie locale dépend du fleuve : 16 000 000 tonnes de marchandises sont expédiées dans et hors de Jacksonville chaque année. Les exportations comprennent le papier, le phosphate, les engrais et les agrumes, tandis que les importations principales incluent l'huile, le café, le calcaire, les automobiles et le bois. Le port de Jacksonville génère 1,38 milliard de dollars dans l'économie locale et soutiens 10 000 emplois. La marine américaine dispose de deux bases dans la région de Jacksonville : la base navale de Mayport à l'embouchure du fleuve est le deuxième port du pays pour la flotte de l'océan Atlantique, tandis que la base aéronavale de Jacksonville est avant tout un aéroport de la marine.
Utilisant le surnom officieux de The River City (« La Ville du fleuve »), Jacksonville a une culture centrée sur le Saint Johns. Une course à pied nommée Gate River Ru compte 18 000 participants qui se cours annuellement le long du fleuve. L'un des plus grands tournois de pêche sportive des États-Unis, le Jacksonville Kingfish Tournament (en), se déroule sur un affluent du Saint Johns et les prises principales sont le thazard barré (Scomberomorus cavalla), le cobia (Rachycentron canadum), le coryphène (Coryphaena hippurus) et le thazard noir (Acanthocybium solandri). L'EverBank Field, le stade de l'équipe de football américain des Jaguars de Jacksonville, fait face à la rivière comme une partie du centre-ville. Huit ponts enjambent le Saint Johns à Jacksonville et tous permettent aux navires de grande taille de naviguer.
Les marées provoque des entrées d'eau de mer dans l'embouchure du fleuve et peuvent affecter le niveau de l'eau dans le bassin moyen. En conséquence, une bonne partie de l'eau du fleuve à Jacksonville est de l'eau salée, ce qui en fait un écosystème de type estuaire. Les animaux et plantes dans ces écosystèmes peuvent tolérer à la fois l'eau douce et l'eau de mer, ainsi qu'une teneur en sel et des fluctuations de températures associées à la marée et d'importantes précipitations. Les animaux marins comme les dauphins, les requins et lamatins peuvent être parfois vus dans le Saint Johns à Jacksonville. Des poissons comme le mulet (Mullidae), la limande à queue (Paralichthys lethostigma (en)), l'alose savoureuse (Alosa sapidissima) et le crabe bleu (Callinectes sapidus) migrent de l'océan vers l'eau douce du fleuve pour frayer.
Bien que des invertébrés d'eau douce vivent dans les algues et jouent le rôle de base pour la chaîne alimentaire dans le bassin moyen et inférieur, le zooplancton et le phytoplancton assument ce rôle dans l'habitat estuarien. Les mollusques se rassemblent à l'estuaire du Saint Johns en grand nombre, se nourrissant sur le fond du fleuve et les fonds océaniques. L'abondance d'huîtres(Crassostrea virginica) est notable et celles-ci et les autres mollusques servent de principale source de nourriture des oiseaux de rivage. Les grands arbres qui bordent le fleuve de sa source jusqu'au sud de Jacksonville commencent se transforment en marais salants à l'est de la ville. Mayport (en) est un port de pêche à la crevette pour une vingtaine de navires qui utilisent l'embouchure du fleuve pour accéder à l'océan Atlantique.

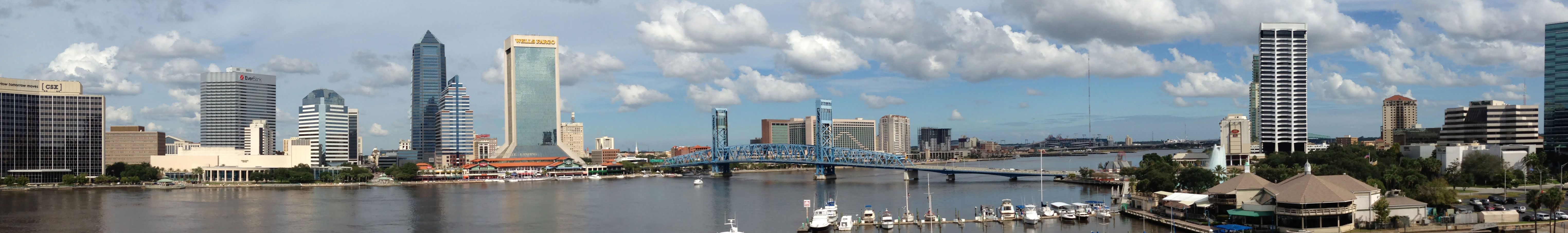
Le centre-ville de Jacksonville près du Saint Johns.

## Histoire humaine
C'est à son embouchure que débarque la première expédition française en Floride menée par Jean Ribault.